# Жозеф (езеро, Нюфаундленд и Лабрадор)
Езеро Жозеф (Джоузеф) (на френски: Lac Joseph; на английски: Lake Joseph) е 5-о по големина езеро в провинция Нюфаундленд и Лабрадор. Площта, заедно с островите в него е 451 км2, която му отрежда 109-о място сред езерата на Канада. Площта само на водното огледало без островите е 397 км2. Надморската височина на водата е 512 м.
Езерото се намира в югозападната част на п-ов Лабрадор, в най-западната част на провинция Нюфаундленд и Лабрадор. Езерото Жозеф има изключително разчленена брегова линия, със стотици заливи, отделни езерни разширения, протоци свързващи отделните части, множество острови (54 км2) и полуострови. От югоизточния ъгъл на езерото изтича река, вливаща се от запад в езерото Атиконак.
Бреговете на езерото за първи път са детайлно картографирани през 1894-1895 г. от канадския топограф Албърт Питър Лоу.